# سربالا (غلزار بردسير)
سربالا (بالفارسية: سربالا) هي قرية تقع في إيران في البلدة المركزية. يقدر عدد سكانها بـ 20 نسمة بحسب إحصاء 2016.